# Виллинген (Вестервальд)
Виллинген (нем. Willingen) — община в Германии, в земле Рейнланд-Пфальц.
Входит в состав района Вестервальд. Подчиняется управлению Реннерод. Население составляет 249 человек (на 31 декабря 2010 года). Занимает площадь 3,68 км².